# Virgile Reset
Virgile Reset (Les Lilas, 3 agosto 1985) è un allenatore di calcio ed ex calciatore francese, di ruolo attaccante.

## Palmarès

### Giocatore

#### Competizioni nazionali
- Coppa Svizzera: 1

Sion: 2008-2009